# Russian Business Network
La Russian Business Network (comúnmente abreviada como RBN) es una organización cibercriminal con múltiples facetas, que está especializada y en algunos casos monopoliza el robo de identidades personales para su reventa. Es la creadora de MPack y el presunto operador de la botnet Storm tormenta ya desaparecida.
La RBN, que es conocida por su alojamiento de negocios ilegales y dudosos, se originó como un proveedor de servicios de Internet para pornografía infantil, phishing, spam y distribución de malware basado físicamente en San Petersburgo, Rusia. En el año 2007, desarrolló un programa de afiliados y de marketing en muchos países para proporcionar al crimen organizado víctimas a nivel internacional.

## Actividades
Según la empresa de seguridad informática VeriSign, la RBN fue registrada como un sitio de Internet en 2006.
Inicialmente, gran parte de su actividad era legítima. Pero, al parecer, los fundadores pronto descubrieron que era más rentable acoger actividades ilegítimas y comenzaron a prestar sus servicios a los criminales.
La RBN ha sido descrita por VeriSign como "el más malo de los malos". Ofrece servicios de alojamiento web y acceso a Internet para todo tipo de actividades delictivas, con actividades individuales con beneficios de hasta 150 millones de dólares en un año. Las empresas que trabajan contra este tipo de ataques son a veces el blanco de ataques de denegación de servicio originados en la red de RBN. La RBN ha sabido vender sus servicios para estos ataques por 600 dólares al mes.
El negocio es difícil de rastrear. No es una empresa registrada, y sus dominios se registran en direcciones anónimas. Sus dueños son conocidos solo por apodos. No se anuncian, y solo realizan transacciones electrónicas imposibles de rastrear.
Una de las actividades cada vez más conocida de la RBN es la entrega de los exploits a través de anti-spyware y antimalware falsos, con el objetivo de secuestrar el PC y el robo de identidad personal. McAfee SiteAdvisor realizó pruebas con 279 descargas "malas" de malwarealarm.com, mencionados en el artículo referenciado de Dancho Danchev, y encontró que MalwareAlarm es una actualización del falso anti-spyware Wiper. El usuario es tentado a usar una "descarga gratuita" para buscar spyware o malware en su PC; MalwareAlarm a continuación, muestra un mensaje de advertencia de problemas en el PC para persuadir a los visitante incautos del sitio web a comprar la versión de pago. Además de MalwareAlarm, existen numerosos casos de picaresca en el software vinculados y organizados por la RBN.
Según un informe de Spamhaus ya cerrado, la RBN es "La peor organización del mundo de distribución de spam, malware, phishing y alojamiento para el cibercrimen. Proporciona 'hosting a prueba de balas' (bulletproof hosting), y probablemente está involucrada en el crimen también". Otro informe de Spamhaus dice, "Un sinfín de financiación del hosting del cibercrimen ruso/ucraniano [en esta red]". El 13 de octubre de 2007 RBN fue objeto de un artículo del Washington Post, en el que Symantec y otras empresas de seguridad afirman que la RBN proporciona alojamiento para muchas actividades ilegales, incluyendo el robo de identidad y phishing.

## Operaciones de encaminamiento
La RBN opera (o operaba) en las redes de numerosos proveedores de servicios de Internet (ISP) de todo el mundo y reside (o residía) en direcciones IP específicas, algunas de las cuales se encuentran en los informes del Proyecto Spamhaus.

## Conexiones políticas
Se ha alegado que el líder y creador de la RBN, un joven de 24 años conocido como Flyman, es el sobrino de un poderoso y bien comunicado político ruso. Flyman está acusado de haber enfocado la RBN hacia usuarios criminales. A la luz de esto, es muy posible que algunas actividades de ciberterrorismo del pasado, como el ataque de denegación de servicio que se produjo en Georgia y Azerbaiyán en agosto de 2008, pueden haber sido coordinadas por o subcontratadas a dicha organización. Aunque actualmente no está probado, las estimaciones de inteligencia sugieren que este puede ser el caso.